# Piano... piano, dolce Carlotta
Piano... piano, dolce Carlotta (Hush... Hush, sweet Charlotte) è un film del 1964 diretto da Robert Aldrich e basato sul racconto Whatever Happened to cousin Charlotte? di Henry Farrell.
Fu concepito come seguito di Che fine ha fatto Baby Jane? (What Ever Happened to Baby Jane?) con le due stesse protagoniste, Bette Davis e Joan Crawford; ma quando la Crawford si ammalò di polmonite venne scritturata Olivia de Havilland, sembra su suggerimento della stessa Davis, e cambiata la sceneggiatura.

## Trama
Louisiana, 1927: Sam Hollis, ricco proprietario di un'immensa e lussuosa piantagione e padre dell'adolescente e adorata Carlotta, litiga furiosamente con John Mayhew, della vicina piantagione, dopo aver scoperto che ha una relazione extraconiugale con la sua unica figlia e che ha progettato di fuggire con lei la sera successiva dopo un ballo in programma a casa Hollis. Durante la festa, il giovane si apparta con la ragazza, comunicandole di voler porre fine alla loro relazione, così come il signor Hollis gli ha imposto. Sconvolta, Carlotta minaccia di ucciderlo per poi andarsene infuriata, sbattendo la porta. Poco dopo però la porta si riapre lentamente, qualcuno entra nella stanza e trucida orrendamente John, mutilandolo e decapitandolo con un'accetta.
Nel 1964 Carlotta è una donna di mezz'età; dopo la morte di suo padre vive sola e presso di lei lavora come domestica l'acida Velma Cruther, che però le è molto affezionata. Nonostante siano passati 37 anni, Carlotta porta ancora i segni dello shock subito in seguito alla morte di John e a volte, non convinta della sua scomparsa, lo cerca e lo chiama nel cuore della notte, come se fosse ancora vivo, ascoltando la melodia di un carillon che lui le aveva dedicato. Inoltre, malgrado il tempo trascorso, non è mai stato trovato l'assassino del giovane, la cui mano e testa tagliate erano a suo tempo sparite senza lasciare traccia. Tutti comunque sospettano che il colpevole sia Carlotta, che però da allora ha continuamente ricevuto intimidatorie lettere anonime, mentre la donna è a sua volta convinta che sia stato il padre.
Un giorno la casa di Carlotta viene espropriata poiché dovrebbe essere abbattuta per permettere la costruzione di un ponte, ma la donna non si dà per vinta e manda a chiamare la cugina Miriam Deering, sua unica parente. L'arrivo di Miriam fa riaffacciare tristi ricordi, poiché era stata proprio lei a riferire alla moglie di John, Gemma, e al padre di Carlotta, della relazione proibita. Miriam infatti, all'epoca, era venuta ad abitare in casa Hollis dopo la morte del proprio padre; suo zio Sam però la trattava con totale indifferenza e la ragazzina aveva deciso di vendicarsi smascherando la cugina, la quale, fino a quel momento, si confidava con lei raccontandole tutti i propri segreti, fra i quali la sua relazione con John.
Osservando in Carlotta i segni di un comportamento schizofrenico, Miriam si mette in combutta con il medico di famiglia e suo ammiratore, l'alcolizzato Drew Bayliss, per cercare di far impazzire definitivamente Carlotta in modo da farla interdire per mettere le mani sui suoi soldi. Di questo diabolico piano fa le spese anche Velma, uccisa da Miriam quando la domestica scopre ciò che stanno tramando lei e Drew. Ma sarà proprio Carlotta a uccidere i due, lanciando loro un pesantissimo vaso dal balcone dopo aver udito quanto avevano intenzione di farle. Poco dopo la donna, ormai in completo stato confusionale, esce docilmente di casa accompagnata dai poliziotti e sale in macchina per essere condotta in un manicomio. Nel frattempo giunge notizia della morte della vedova di John, da tempo malata di cuore, la quale in una lettera (da aprirsi solo dopo la sua morte) spiegava di essere stata lei a uccidere il marito che voleva lasciarla e che Miriam in tutti questi anni lo ha sempre saputo, ricattandola e portandola al lastrico, e questo mostra a tutti anche la vera natura del carattere di Miriam.

## Produzione
Bette Davis e Olivia de Havilland avevano già recitato insieme tre volte in Avventura a mezzanotte (1937) di Archie Mayo, Il conte di Essex (1939) di Michael Curtiz e In questa nostra vita (1942) di John Huston, ma anche Joseph Cotten aveva già recitato con la Davis in Peccato (1949) di King Vidor. Cotten sarà per la terza e ultima volta a fianco della Davis in Lo scopone scientifico (1972).

## Teatro
Nel 2019 ne è stato tratto un adattamento teatrale, andato in scena in prima nazionale al Teatro Angelo Musco di Catania. I protagonisti dello spettacolo diretto da Sebastiano Mancuso sono Elmo Ler nel ruolo di Carlotta Hollis e Loriana Rosto nel ruolo della cugina Miriam Deering.

## Riconoscimenti
- 1963 - Premio Oscar
  - Candidatura Miglior attrice non protagonista a Agnes Moorehead
  - Candidatura Miglior scenografia (bianco e nero) a William Glasgow e Raphaël Bretton
  - Candidatura Miglior fotografia (bianco e nero) a Joseph Biroc
  - Candidatura Migliori costumi a Norma Koch
  - Candidatura Miglior montaggio a Michael Luciano
  - Candidatura Miglior colonna sonora a Frank de Vol
  - Candidatura Miglior canzone per Hush, Hush, Sweet Charlotte a Frank De Vol e Mack David
- Premio Edgar Allan Poe 1965 per la miglior sceneggiatura